# Javorský mlýn
Javorský mlýn v Dolním Javoří v okrese Jičín je vodní mlýn, který stojí na severozápadním okraji obce na potoce Javorka.

## Historie
Mlýn je zakreslen na mapě I. vojenského mapování (josefské) z let 1764–1768. Jeho doloženými držiteli byli v letech 1837–1865 František a Františka Jodasovi.
Areál je zcela adaptován na penzion.

## Popis
Voda na vodní kolo vedla náhonem z rybníka přes stavidlo a vantroky, vodní kolo na vrchní vodu se dochovalo.